# Marc Olden
Marc Olden (* 25. Dezember 1933 in Baltimore, Vereinigte Staaten; † 5. September 2003 in New York City) war ein US-amerikanischer Thrillerautor.

## Leben
Olden studierte am Queens College, City University of New York kreatives Schreiben und Geschichte. Danach widmete er sich der Arbeit als Journalist und wechselte dann in die Schriftstellerei. Seine ersten Werke waren Sachbücher, die Biografie Angela Davis. An Objective Assessment über eine militante Bürgerrechtlerin sowie Cocaine, ein Werk über Drogen und die damit zusammenhängende Kriminalität.

## Werke (Auswahl)
Die aufgelisteten Werke sind eine unvollständige Auswahl.

### Sachbücher
- Angela Davis. An Objective Assessment, 1973.
- Cocaine, 1973.

### Fernost-Thriller
alle im Heyne Verlag erschienen
- Giri, 1997, ISBN 978-3453024137, GIRI, 1982.
- Dai-Sho, 1997, ISBN 978-3453002647, DAI-SHO, 1983.
- Gaijin, 1997, ISBN 978-3453007109, GAIJIN, 1986.
- Oni, 1997, ISBN 978-3453029378, ONI, 1987.
- TE, 1998, ISBN 978-3453036994, SWORD Of VENGEANCE, 1990.
- Do-Jo, 1997, ISBN 978-3453042193, KISAENE, 1991.
- Dan-Tranh, 1998, ISBN 978-3453056763, KRAIT, 1992.

### Sonstige Thriller
- Der Austausch, 2004, ISBN 978-3453874701,THE EXCHANGE STUDENTS bzw. FEAR'S JUSTICE, 1996.
- Der unsichtbare Wächter, 2001, ISBN 978-3453176683, THE GHOST, 1999.